# 馬里昂縣 (西維吉尼亞州)
馬里昂縣（英語：Marion County）是位於美国西維吉尼亞州中北部的一個縣，面積807平方公里。根據2020年美國人口普查，共有人口56,205人。縣治費爾蒙特（Fairmont）。該縣成立於1842年1月14日，縣名紀念美國獨立戰爭時期將領法蘭西斯·馬里昂。